# 小島順彦
小島 順彦（こじま よりひこ、1941年10月15日 - ）は、日本の実業家である。三菱商事15代目社長を経て、三菱商事会長となる。 元日本経済団体連合会副会長。

## 人物
東京都出身。慶應義塾大学経済学部経済学科中退。東京大学工学部産業機械工学科卒業。
「海外で仕事がしたい」との希望から商社に就職し、三菱商事社員としての人生を歩んだ。同社では製鉄所関連などの業務に長く携わるとともに、複数の海外勤務も経験している。英語は得意ではないと自認するが、「英語力と頭のよさは無関係」「下手な英語でも、自分の意見をしっかり言う」として、日本の若者には海外での活躍を推奨するとともに、自らも国際社会における積極的な活動を続けている。

### 生い立ち
現在の東京都世田谷区に生まれる。東京学芸大学付属小学校・中学校、東京都立日比谷高等学校を経て、1960年（昭和35年）、慶應義塾大学経済学部経済学科に入学した。翌年、東京大学教養学部理科I類に転じ、工学部産業機械工学科を卒業した。

### 三菱商事
大学卒業後の1965年（昭和40年）、三菱商事に入社、同社重機部に所属した。1977年（昭和52年）、三菱商事を休職し三菱商事従業員組合職員となる。1978年（昭和53年）にサウジアラビアの現地会社Olayan Saudi Holdings Co., Ltdに出向となるが、2年後に帰国して重機部に復帰した。1985年（昭和60年）からは約5年間のニューヨーク駐在（米国三菱商事）を経験。1992年（平成4年）、当時同社社長だった槙原稔のもとでの同社社長室会事務局部長となった。その後は1993年三菱商事参与（1993年）、同社取締役社長室会事務局部長（1995年）、同・常務取締役職能担当役員（1997年）、同常務取締役新機能事業グループCEO（2000年）、副社長執行役員新機能事業グループCEO（2001年）と順次昇進、2004年（平成16年）、佐々木幹夫の後任として第15代目となる同社社長に就任した。2010年（平成22年）6月より同社会長。同年からソニー株式会社取締役（2014年6月迄）及び三菱重工業取締役(2016年6月迄)、一般社団法人日本経済団体連合会副会長及び武田薬品工業取締役、商工組合中央金庫取締役を務めた。

## その他
2010年（平成22年）1月、スイスで開催された世界経済フォーラム年次総会（ダボス会議）において共同議長を務めた。同会議での共同議長は小島を含めた6人であり、ほかはネスレCEO、ポール・ブルケやデュポンCEO、エレン・クルマン、ICICI銀行CEOのチャンダ・コッチャルらであった。一般財団法人産業遺産国民会議会長。
2016年春の叙勲で旭日大綬章を受章。